# Chlumetia callopistroides
Chlumetia callopistroides là một loài bướm đêm trong họ Noctuidae.